# Campagne des terres vierges

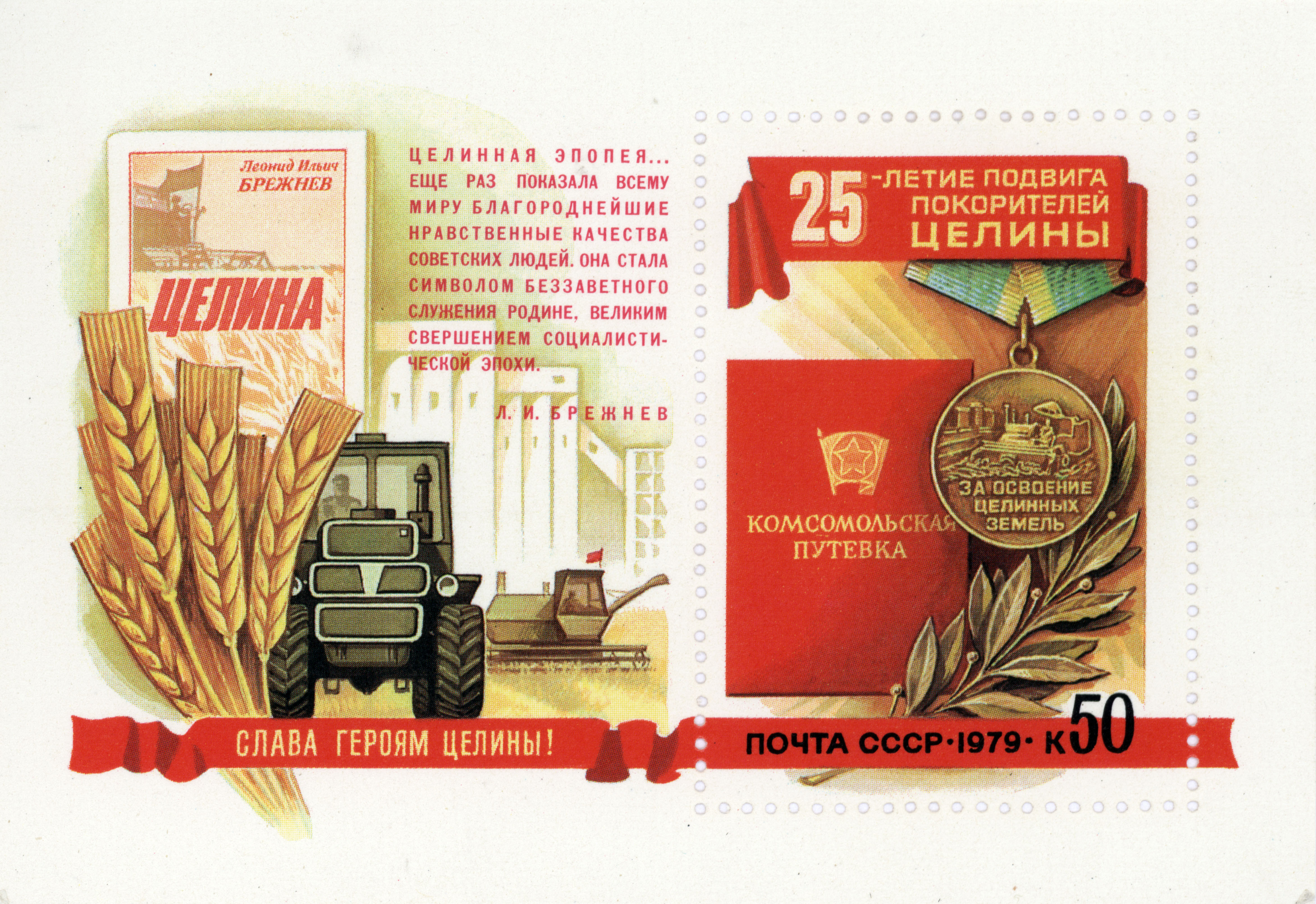
Timbre de l'URSS de 1979, célébrant le de la Campagne des terres vierges.

La campagne des Terres vierges (russe : Освое́ние целины́; kazakh : Тың игеру) est un plan lancé en 1953 par Nikita Khrouchtchev pour augmenter la production agricole de l'URSS afin de lutter contre la sous-alimentation de la population soviétique. Le projet consistait à mettre en culture des steppes du Kazakhstan (ainsi que de la Sibérie, du sud de la région de l'Oural et du nord du Caucase) et se solda par des résultats mitigés.

## Historique
Pour un article plus général, voir Collectivisation en Union soviétique.

### Permanence du problème agricole en URSS
Née sur le slogan de « la terre à ceux qui la cultivent », l'Union soviétique a dès le début et tout au long de son existence été confrontée au problème agricole. Les terribles famines des années 1920 et 1930, la collectivisation de l'agriculture, la création des sovkhozes et des kolkhozes, la dékoulakisation ont profondément marqué l'histoire du pays. La lutte contre la pénurie alimentaire et la question du ravitaillement sont cruciales.
Le projet remonte à la fin des années 1920, mais ne fut réellement mis en œuvre par le comité central du PCUS qu'en 1953-1954, sous la présidence de Nikita Khrouchtchev. Le chef du parti communiste du Kazakhstan, Rakhmizhan Shayakhmetov, ne souhaitait pas que les terres du Kazakhstan passent sous contrôle russe. Viatcheslav Molotov, Gueorgui Malenkov, Lazare Kaganovitch et d'autres membres dominants du parti s’opposent à cette campagne. Nombreux sont ceux qui pensent que le projet n'est ni économiquement ni logistiquement faisable. Malenkov préfère lancer des initiatives pour augmenter la productivité des terres déjà cultivées, mais Khrouchtchev insiste en arguant du fait que l'apport de très grandes surfaces de nouvelles terres permettrait d'accroître la production en un temps très court.

### Le lancement de la campagne
Khrouchtchev lance officiellement son plan fin février/début mars 1954 par un discours-fleuve de huit heures au Plénum du Comité central, discours qui sera repris in extenso dans la Pravda les jours suivants. Le plan est aussitôt mis en œuvre, sans aucune étude sérieuse. Plutôt que d'encourager financièrement les paysans, Khrouchtchev préfère attirer les jeunesses soviétiques dans une aventure « socialiste ». Durant l'été 1954, 300 000 volontaires du Komsomol partent pour les terres vierges. Après la très bonne récolte de 1954, Nikita Khrouchtchev réévalue l'objectif de 13 millions d'hectares en culture en 1956 à 28-30 millions d'hectares (280 000-300 000 km2). Entre 1954 et 1958, 30,7 millions de roubles sont investis dans la campagne des terres vierges et l'État donne pour 48.8 milliards de roubles de grains.
Entre 1953 et 1958, la surface cultivée en Union soviétique passa de 9,7 à 28,7 millions ha, la récolte annuelle de 332 à 1 343 millions de livres. Y participèrent, entre autres, 250 000 membres des Jeunesses communistes, 23 000 soldats et quantité de volontaires.
Les conséquences en matière de modernisation des infrastructures, de l'urbanisme et de l'industrie furent certes très positives, mais l'érosion des sols causée par les vents violents du nord du Kazakhstan réduisit à néant une grande partie de l'effort en emportant la couche fertile de territoires immenses.
La ville de Tselinograd (du russe, целина (tselina) = terres vierges et град (grad) = ville), aujourd'hui capitale de la république du Kazakhstan sous le nom d'Astana, a été développée à l'époque comme centre urbain principal d'appui de cette campagne.

## Commémoration
L'astéroïde (2111) Tselina, découvert le 16 juin 1969 par l'astronome soviétique Tamara Mikhailovna Smirnova, est nommé en l'honneur du 25e anniversaire de la campagne des terres vierges.